# Rogers-Gletscher
Der Rogers-Gletscher ist ein Gletscher an der Ingrid-Christensen-Küste des ostantarktischen Prinzessin-Elisabeth-Lands. Er mündet unmittelbar nördlich der McKaskle Hills in das Amery-Schelfeis.
Der US-amerikanische Geograph John Hobbie Roscoe (1919–2007) kartierte ihn 1952 anhand von Luftaufnahmen der Operation Highjump (1946–1947). Er benannte ihn nach Lieutenant Commander William J. Rogers Jr. (1920–2001), Einsatzleiter bei Erkundungsflügen während der Operation Highjump zur Erstellung der Luftaufnahmen zwischen 14° und 164° östlicher Länge.